# Olga Schoberová

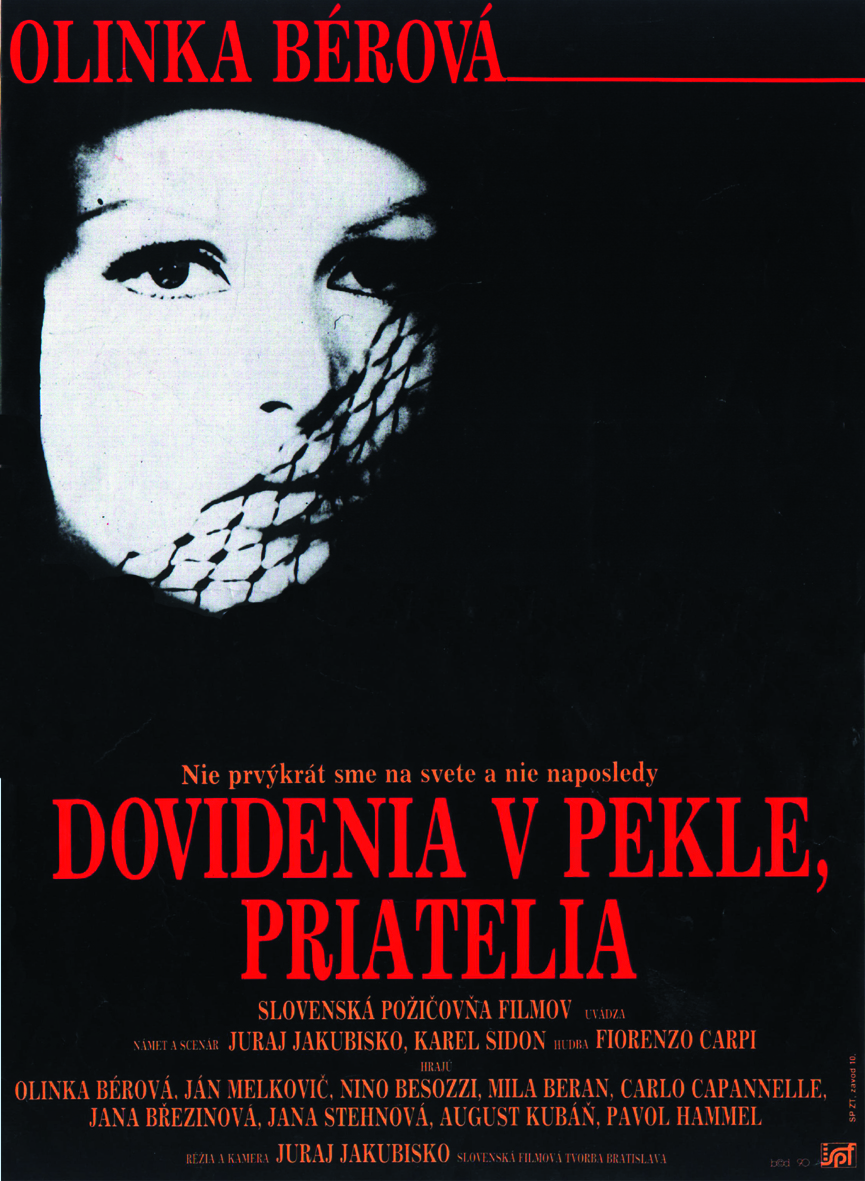
Filmplakat aus dem Jahr 1970

Olga Schoberová, häufig auch Olly Schoberová genannt, (* 15. März 1943 in Prag) ist eine tschechische Schauspielerin mit Hang zu komödiantischen oder satirischen Rollen und galt in den 1960er Jahren als erstes Sexsymbol der Tschechoslowakei.

## Leben
Internationale Bekanntheit erlangte sie durch die Rollen der weiblichen Hauptdarstellerin als Winifred Goodman in Oldřich Lipskýs Westernparodie Limonaden-Joe und die der Lucrezia Borgia im gleichnamigen Historiendrama aus dem Jahre 1968. 
Schoberová verkörperte ihre „Blondchenrollen“ zum Beispiel in einem Kommissar X-Film oder in ihren Western-Parodien, zum Beispiel  mit Peter Alexander in Graf Bobby, der Schrecken des wilden Westens. Die Schauspielerin, die häufig in den Besetzungslisten auch als Olinka Berova geführt wird, spielte an der Seite von Herbert Fux, Peter Alexander, Leon Askin, Thomas Alder, Karin Dor, Dieter Borsche, Horst Frank, Tony Kendall, Karel Fiala, Mario Adorf und Brad Harris, mit dem sie von 1967 bis 1969 verheiratet war. 
Die   letzte   Rolle, die Olly Schoberová   spielte, war die der Klára in dem 1984 verfilmten Drama Vrak (dt. Das Geheimnis der Apollonia) nach einer Novelle von Robert Louis Stevenson.
Schoberová hat eine Tochter, aus der Ehe mit dem Schauspieler Brad Harris, und wohnt heute in Prag. Sie war 1972 bis 1992 mit dem Filmproduzenten John Calley verheiratet.

## Filmografie
- 1963: Ikarie XB 1
- 1963: Wir waren zehn (Deset)
- 1964: Die Hofnarrenchronik (Bláznova kronika)
- 1964: Das Geheimnis der chinesischen Nelke
- 1964: Die Goldsucher von Arkansas
- 1964: Limonaden-Joe (Limonádový Joe aneb Koňská opera)
- 1965: Die schwarzen Adler von Santa Fe
- 1966: Graf Bobby, der Schrecken des Wilden Westens
- 1966: Slečny přijdou později
- 1966: Wer will Jessie umbringen? (Kdo chce zabít Jessii?)
- 1966: Flám
- 1967: Die 25. Stunde (La vingt-cinquième heure)
- 1967: Kommissar X – Drei grüne Hunde
- 1968: Jung, blond und tödlich (The Vengeance of She)
- 1968: Lucrezia Borgia – Die Tochter des Papstes (Lucrezia)
- 1969: Poppea – Die Kaiserin der Gladiatoren (Le calde notti di Poppea)
- 1970: Formel 1 – In der Hölle des Grand Prix (Formula 1 – nell'inferno del grand prix)
- 1970: Togetherness
- 1970: Dovidenia v pekle, priatelia
- 1971: Mein Herr, Sie sind eine Witwe (Pane, vy jste vdova)
- 1978: Adele hat noch nicht zu Abend gegessen (Adéla ještě nevečeřela)
- 1984: Das Geheimnis der Apollonia (Vrak)